# Talking to Myself
Talking to Myself è un singolo del gruppo musicale statunitense Linkin Park, pubblicato il 25 luglio 2017 come quinto estratto dal settimo album in studio One More Light.

## Descrizione
Scritto da Mike Shinoda e dal chitarrista Brad Delson (produttori del brano) in collaborazione con Ilsey Juber e J.R. Rotem, il testo del brano, come spiegato dal frontman Chester Bennington, riguarda la sensazione che ha avuto la moglie di quest'ultimo mentre lui stava combattendo con i propri demoni.
Dal lato musicale invece Talking to Myself è un brano più pop rock rispetto ai restanti brani dell'album, ed è caratterizzato da una «chitarra scampanellante» e un «basso groove» che ricordano lo stile musicale dei The Killers.

## Promozione
Il brano ha fatto il proprio debutto dal vivo a inizio maggio 2017, in occasione dell'esibizione del gruppo al Maximus Festival in Argentina. Il 19 giugno Shinoda e il bassista Phoenix hanno annunciato la pubblicazione di un video live del brano costituito da riprese effettuate dai fan che avrebbero preso parte al concerto tenuto del gruppo il giorno seguente presso il Ziggo Dome di Amsterdam. Tale video è infine uscito il 20 dicembre.

## Video musicale
Il video, diretto da Mark Fiore, è stato pubblicato il 20 luglio 2017 attraverso il canale YouTube e mostra scene del tour europeo in supporto a One More Light con altre inerenti alle registrazioni dell'album stesso e ai retroscena dei concerti del gruppo. Il video è uscito alcune ore prima della morte di Bennington.

## Tracce
Testi di Mike Shinoda, Brad Delson, Ilsey Juber e JR Rotem, musiche dei Linkin Park.
1. Talking to Myself – 3:51

## Formazione
Hanno partecipato alle registrazioni, secondo le note di copertina di One More Light:
Gruppo
- Chester Bennington – voce
- Mike Shinoda – tastiera, voce
- Brad Delson – chitarra, cori
- Phoenix – basso, cori
- Rob Bourdon – batteria, cori
- Joe Hahn – campionatore, programmazione, cori

Altri musicisti
- Andrew Jackson – chitarra aggiuntiva
- Ilsey Juber – cori

Produzione
- Mike Shinoda – produzione, ingegneria del suono
- Brad Delson – produzione
- JR Rotem – coproduzione
- Andrew Jackson – produzione aggiuntiva
- Andrew Bolooki – produzione vocale
- Ethan Mates – ingegneria del suono
- Josh Newell – ingegneria del suono
- Alejandro Baima – assistenza tecnica
- Warren Willis – assistenza tecnica
- Jerry Johnson – assistenza tecnica
- Manny Marroquin – missaggio
- Chris Galland – ingegneria al missaggio
- Jeff Jackson, Robin Florent – assistenza

## Classifiche
| Classifica (2017)                | Posizione massima |
| -------------------------------- | ----------------- |
| Austria                          | 52                |
| Canada                           | 66                |
| Francia                          | 181               |
| Germania                         | 73                |
| Stati Uniti                      | 109               |
| Stati Uniti (rock & alternative) | 13                |
| Svizzera                         | 35                |
| Ungheria                         | 7                 |